# 哲罗·瓦芝克
哲罗·瓦芝克（1949年4月24日—）是印度尼西亚政治人物，生于巴厘岛的新加拉惹，曾任印尼文化旅游部长，现任印尼能源与矿产资源部长，同时他还担任执政的民主党的副秘书长。